# 德拉戈曼冰川
63°00′56″S 62°32′35″W / 63.01556°S 62.54306°W

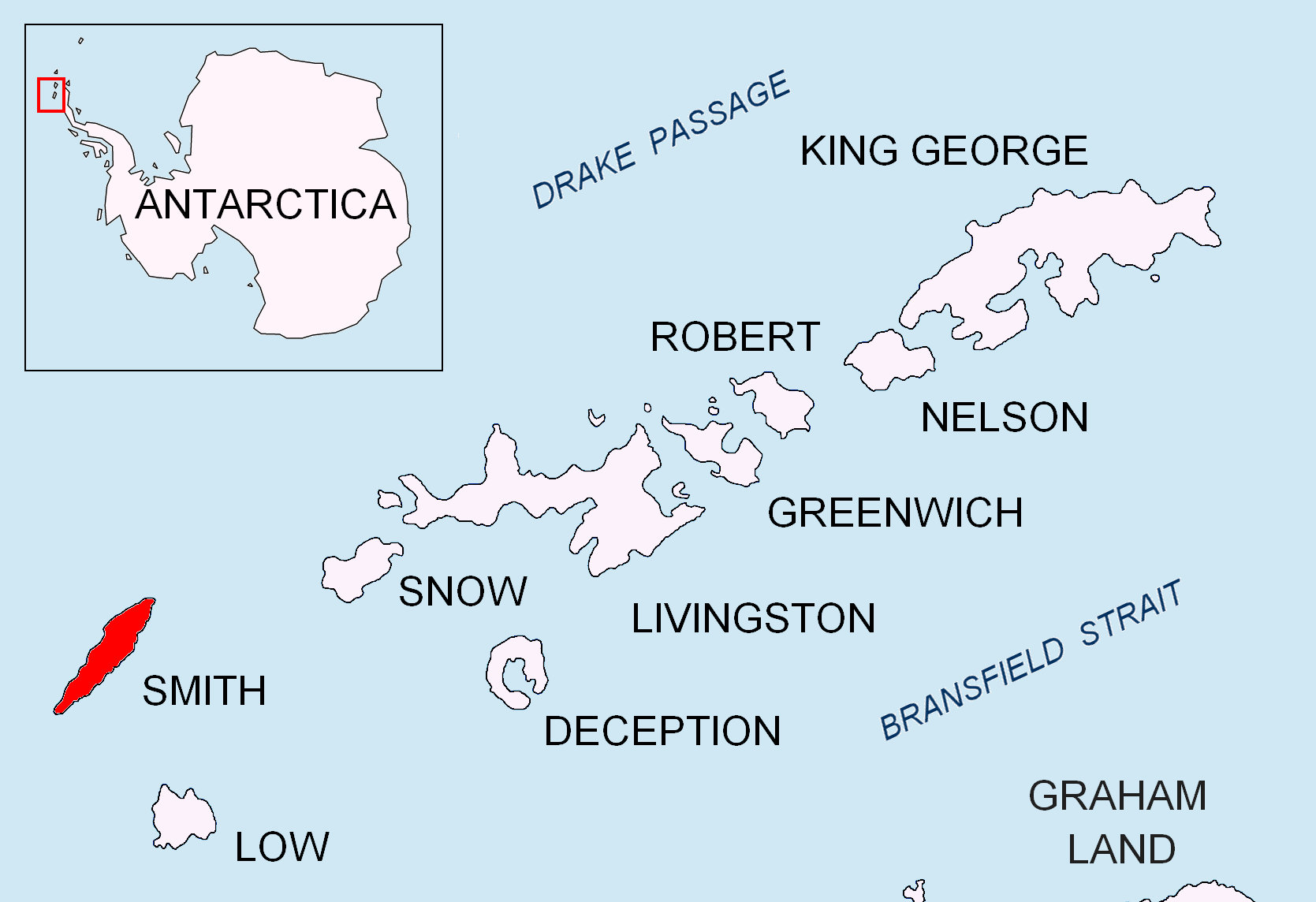

德拉戈曼冰川是南極洲的冰川，位於南設得蘭群島的史密斯島，全長2.6公里，最終注入奧斯馬爾海峽，該冰川以保加利亞西部城鎮命名。

## 外部連結
- SCAR Composite Antarctic Gazetteer（页面存档备份，存于）